# Onorio Longhi
Onorio Martino Longhi (Viggiù, 12 ottobre 1568 – Roma, 31 dicembre 1619) è stato un architetto e poeta italiano, padre di Martino Longhi il Giovane e figlio di Martino Longhi il vecchio.

## Biografia

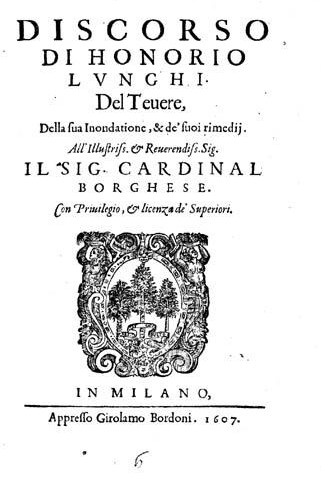
Del Tevere, della sua inondazione, & de' suoi rimedij, 1607

Appartenente ad una dinastia di architetti proveniente da Viggiù, in Lombardia, Onorio Longhi cominciò come assistente del padre, ereditando le sue commissioni al momento della morte (1591). Ebbe una solida cultura umanistica: scrisse dei componimenti poetici, fu accolto all'Accademia degli Umoristi e si laureò in Giurisprudenza alla Sapienza. Le fonti coeve parlano di lui come un personaggio eccentrico e bohemién, amico personale di Caravaggio, insieme a cui fu coinvolto nel celebre processo per omicidio del 1606 e di conseguenza esiliato.
Tornato in Lombardia, eseguì numerosi progetti non realizzati per il Duomo di Milano e per altre chiese, fino a che, nel 1611, un'amnistia papale gli permise di rientrare a Roma. Qui disegnò la prima pianta della chiesa "nazionale" dei milanesi, Santi Ambrogio e Carlo al Corso, continuata poi dal figlio e da Pietro da Cortona, caratterizzata da un inusuale deambulatorio dietro l'abside proprio come il Duomo di Milano. Altre sue opere sono la chiesa di S. Maria Liberatrice al Foro Romano (distrutta per gli scavi che portarono alla luce Santa Maria Antiqua) e la cappella Santoro in Laterano.
Fu membro dell'Accademia di San Luca.

## Opere
- Santi Ambrogio e Carlo, Chiesa di Roma, 1612 fino alla sua morte. Completato da Martino Longhi il Giovane e Pietro da Cortona;
- Santa Maria Liberatrice, chiesa di Roma, distrutta durante gli scavi per il Foro Romano negli anni '30;
- Cappella Santoro nella Basilica Lateranense;
- Palazzo Verospi a Roma;
- Facciata del Palazzo Altemps;
- Palazzetto di Villa Altemps, oggi scomparso. La facciata principale è stata installata nella casa di Via del Campidoglio 8 nel 1927;
- Chiesa di Sant'Eusebio, altare maggiore;
- Chiesa di Santa Maria in Aracoeli, Cappella Colonna.

## Opere letterarie
- Del Tevere, della sua inondazione, & de' suoi rimedij, Milano, Girolamo Bordoni, 1607.